# Премія Ленінського комсомолу
Премія Ленінського комсомолу — присуджувалася молодим авторам-членам ВЛКСМ, а також колективам і організаціям, за видатні досягнення в галузі науки, техніки, виробництва, культури, а також особам, що показав найвищі досягнення у Всесоюзному соціалістичному змаганні, що виявили творчу ініціативу.

## Історія
Заснована постановою Бюро ЦК ВЛКСМ від 28 березня 1966 і вручалася спочатку за досягнення в галузі літератури, мистецтва, журналістики та архітектури. Згодом були засновані премії за досягнення в інших областях .
- в галузі науки і техніки — 1967;
- в області виробництва — 1971;
- за великі досягнення в педагогічній діяльності — 1984;
- за високі досягнення у праці — 1986.

Присуджувалася щорічно, а з 1970 року — раз на два роки 29 жовтня — в день заснування ВЛКСМ. На здобуття премії висувалися особи до 35 років . Як і Ленінська премія, премія Ленінського комсомолу повторно не присуджувалася. Подання підписувалися міністрами відповідних галузей. Лауреатам вручалися диплом, нагрудний знак і грошова винагорода в розмірі 2500 рублів. В області відкритих робіт списки лауреатів публікувалися в пресі союзного значення. В області закритих робіт диплом і нагрудний знак вручалися міністрами, а списки лауреатів публікації не підлягали.
Нагородження припинено з розпадом Радянського Союзу. На відміну від Ленінської і Державної премій СРСР, лауреати премії Ленінського комсомолу в Російській Федерації не отримують додаткового матеріального забезпечення при нарахуванні пенсії . Однак окремі організації встановлюють для лауреатів даної премії надбавки до заробітної плати .
Указ Президента РФ від 30 липня 2008 1144 «Про премію Президента Російської Федерації в галузі науки і інновацій для молодих вчених» ввів нову премію, яка за своїм змістом близька до премії Ленінського комсомолу: на її здобуття можуть висуватися наукові працівники, науково-педагогічні працівники вищих навчальних закладів, аспіранти та докторанти, а також фахівці різних галузей економіки, соціальної сфери, оборонної промисловості, чий внесок у розвиток вітчизняної науки і в інноваційну діяльність відповідає критеріям, зазначеним у Положенні про премію.

## Премії Ленінського комсомолу в союзних республіках
- Премія Ленінського комсомолу України імені М. О. Островського (заснована в 1958)
- Премія Ленінського комсомолу Білорусі (1967)
- Премія Ленінського комсомолу Узбекистану (1967)
- Премія Ленінського комсомолу Казахстану (1964)
- Премія Ленінського комсомолу Грузії (1966)
- Премія Ленінського комсомолу Азербайджану (1966)
- Республіканська літературна премія Ленінського комсомолу Литви (1966)
- Премія Ленінського комсомолу Молдавії імені Бориса Главан (1967)
- Республіканська премія Ленінського комсомолу Латвії (1969)
- Премія Ленінського комсомолу Киргизстану (1967)
- Премія Ленінського комсомолу Таджикистану (1966)
- Премія Ленінського комсомолу Вірменії (1967)
- Премія Ленінського комсомолу Туркменістану (1968)
- Премія Ленінського комсомолу Естонії (1968)